# Bullandö
Bullandö is een plaats in de gemeente Värmdö in het landschap Uppland en de provincie Stockholms län in Zweden. De plaats heeft 100 inwoners (2005) en een oppervlakte van 45 hectare. De plaats ligt op een schiereiland behorend tot het eiland Värmdö en de plaats grenst direct aan de Oostzee. Voor de rest bestaat de directe omgeving van de plaats uit zowel bos en rotsen als landbouwgrond, ook is er een van de grootste jachthavens van de Scherenkust van Stockholm te vinden, hier is plaats voor zo'n 1400 boten.